# Alessandro Morbidelli

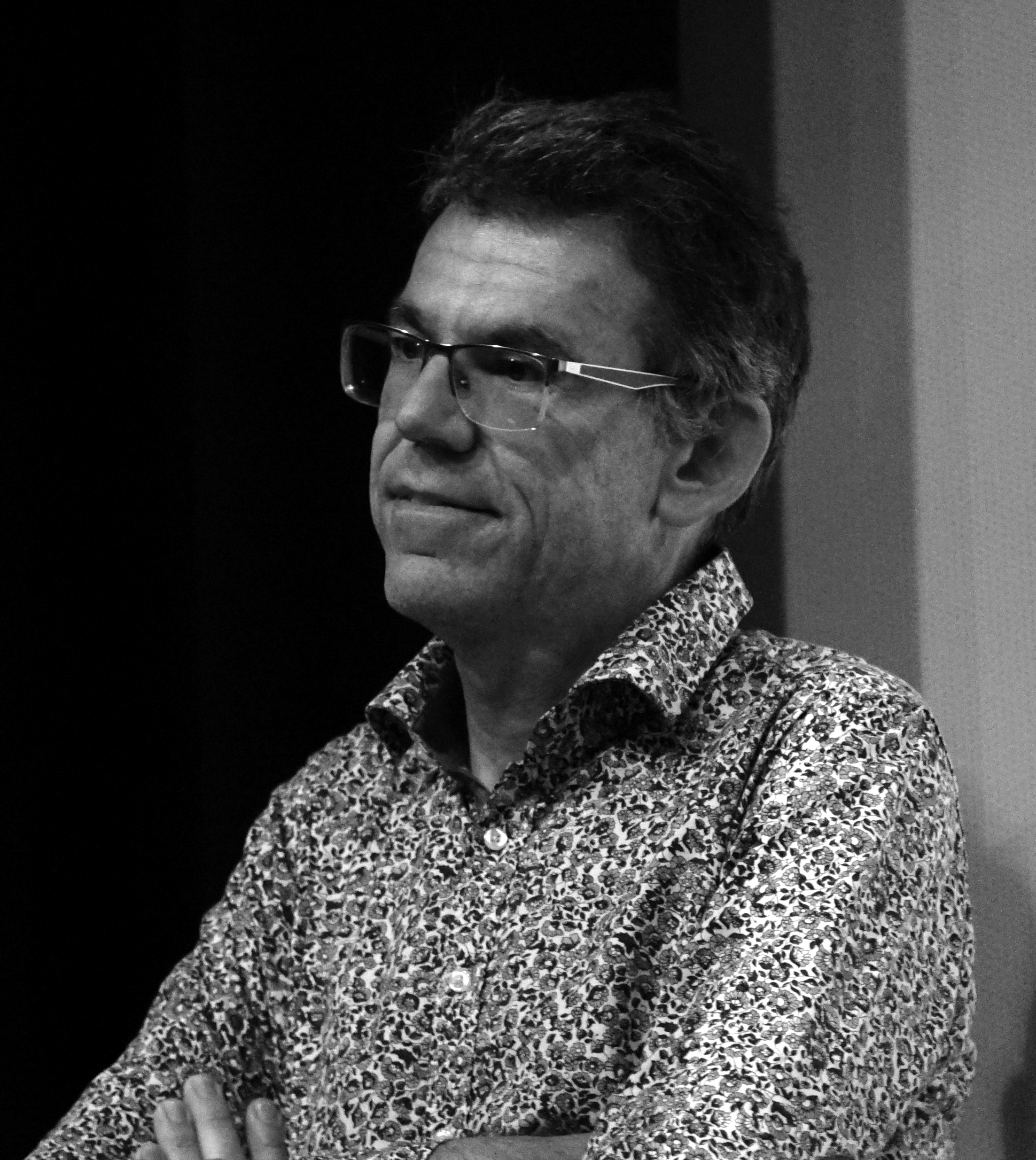
Alessandro Morbidelli, 2018

Alessandro Morbidelli (* 2. Mai 1966) ist ein italienischer Astronom und Planetologe.

## Wirken
Morbidelli arbeitet am Observatoire de la Côte d’Azur in Nizza. Sein Hauptarbeitsgebiet ist die Dynamik des Sonnensystems, die Entstehung der Planeten und ihre Migration sowie die Struktur des Asteroidengürtels und des Kuipergürtels. Seit 2023 lehrt er am Collège de France.

## Auszeichnungen
Im Jahre 2000 wurde ihm der Harold-C.-Urey-Preis der American Astronomical Society verliehen. 2016 wurde er in die Académie des sciences gewählt. 2009 erhielt er den Prix Mergier-Bourdeix, 2018 den Jules-Janssen-Preis.
Der Asteroid (5596) Morbidelli wurde nach ihm benannt.